# 라네르스 FC
라네르스 FC(Randers FC)는 덴마크 라네르스의 축구 클럽으로, 현재 수페르리가에서 활동하고 있다.
이 팀은 2003년 1월 1일에 라네르스를 연고로 하는 6개의 축구 클럽(드론닝보르 BK(Dronningborg Boldklub, 1928년 창단), 호른베크 SF(Hornbæk Sportsforening, 1945년 창단), 크리스트루프 BK(Kristrup Boldklub, 1908년 창단), 라네르스 프레야(Randers Freja, 1898년 창단), 라네르스 KFUM(Randers KFUM, 1920년 창단), 보루프 FB(Vorup Frederiksberg Boldklub, 1915년 창단))을 합병하여 창단된 팀이다.

## 성적
- 덴마크 컵
  - 우승 1회 (2006)

## 선수 명단

### 현역
참고: FIFA 자격 규정에 따라 소속된 국가대표팀 국기를 표시합니다. 선수는 복수의 FIFA 비회원국 국적을 가지고 있을 수 있습니다.
| 번호 | 포지션 | 국적 | 이름 |
| ---- | ------ | ---- | ---- |

| 번호 | 포지션 | 국적 | 이름 |
| ---- | ------ | ---- | ---- |

## 역대 감독
| 감독            | 임기        |
| --------------- | ----------- |
| 리카르도 모니츠 | 2017 ~ 2018 |